# Friedrich Heinrich Lüschen
Friedrich Heinrich Lüschen (geboren am 19. März 1877 in Oldenburg; gestorben am 18. Juni 1945 in Berlin) war ein deutscher Nachrichtentechniker, Wirtschaftsfunktionär und Wehrwirtschaftsführer zur Zeit des Nationalsozialismus.

## Biografie

### Studium und Karriere
Der Rektorensohn Friedrich Lüschen trat nach dem Besuch des Gymnasiums in Oldenburg 1895 als Eleve in den Postdienst ein, legte 1898 die Prüfung zum Postsekretär und 1903 die höhere Verwaltungsprüfung für Post und Telegraphie ab. Er studierte ab 1904 an der École Professionelle Supérieure des Postes et des Télégraphes in Paris und 1905 an der Universität Berlin Mathematik und Physik und wurde 1911 Telegrapheninspektor. Während des Ersten Weltkriegs diente Lüschen als Etappen-Telegrapheninspektor und nach 1917 als Leutnant unter anderem beim Stab der Heeresleitung in der Türkei und in Palästina.
Nach dem Ausscheiden aus dem Postdienst begann Lüschen 1920 bei Siemens & Halske (S&H) als Oberingenieur und übernahm die Leitung des Laboratoriums für Schwachstrom-Kabel, erhielt Prokura und wurde 1921 Leiter des Zentrallaboratoriums für Fernmeldetechnik. Mit seinem Mitarbeiter Karl Küpfmüller arbeitete Lüschen u. a. auch an den technischen und theoretischen Grundlagen der Wechselstrom-Telegraphie. 1929 wurde er stellvertretendes Vorstandsmitglied von S&H und der Siemens-Schuckert-Werke A.G. (SSW), Anfang 1930 übernahm er die Leitung der Siemens-Kabelgemeinschaft, 1933 wurde er Vorstandsmitglied des Siemens-Wernerwerks und 1941 stellvertretender Vorsitzender des Vorstandes. Ab 1936 engagierte Lüschen sich in verschiedenen Gliederungen der „Wirtschaftsgruppe Elektroindustrie“, die zur Rationalisierung der Industrie eingerichtet wurde.

### Zweiter Weltkrieg und Tod
Am 11. Februar 1942 beantragte Lüschen die Aufnahme in die NSDAP und wurde zum 1. April desselben Jahres aufgenommen (Mitgliedsnummer 8.773.865). Am 15. Dezember 1942 trat er im Alter von 65 Jahren in die SS (SS-Nummer 453.001) ein. Im Mai 1942 übernahm er die Leitung der Wirtschaftsgruppe Elektroindustrie und wurde einer der wichtigsten und mächtigsten Männer der Rüstungsindustrie. Im April 1940 beschäftigten S&H sowie SSW in den Berliner Werken rund 500 jüdische Zwangsarbeiter, im Oktober waren es 1300 und im September 1941 bereits 3650. In diesem Jahr erfolgten Deportationen der Juden und die Zahl verringerte sich schnell.
Der Direktor der Wernerwerke, Gustav Leifer und Friedrich Lüschen führten ab Anfang 1942 mit dem Chef des SS-Wirtschafts-Verwaltungshauptamts Oswald Pohl (ab April 1942 SS-Obergruppenführer und General der Waffen-SS) und dem Reichsluftfahrt-Ministerium Verhandlungen zum Ersatz der Zwangsarbeiter durch den Einsatz von weiblichen KZ-Häftlingen. Dazu wurden neben dem Frauen-KZ Ravensbrück von männlichen KZ-Häftlingen die entsprechenden Baracken gebaut und von S&H eingerichtet.
Am 20. Januar 1943 wurde Lüschen zum SS-Sturmbannführer und am 30. Januar 1944 zum SS-Obersturmbannführer befördert. Er war von 1943 bis 1945 Präsident des Zentralverbandes Elektrotechnik- und Elektronikindustrie (ZVEI)
Im Februar 1943 wurden die letzten der jüdischen Siemens-Zwangsarbeiter in Berlin deportiert und im KZ Ravensbrück wurden im sogenannten Siemenslager Ravensbrück bereits 270 weibliche Häftlinge beschäftigt, angeleitet von Siemens-Meistern, -Einrichtern und -Vorarbeitern. Das Aufsichtspersonal wurde vom KZ-Kommandant Fritz Suhren gestellt. Insgesamt waren zehn Arbeitsbaracken für Siemens errichtet worden für ursprünglich 1500 (später 3000) Arbeiterinnen aus dem Frauen-KZ. Damit war Siemens eine der ersten Firmen, die im KZ mit eigenem Personal fertigen durften.
1943 übernahm Lüschen die Oberleitung der Zentralstelle der Wernerwerke, wodurch Entwicklung, Produktion und Vertrieb der gesamten Fernmeldetechnik in seiner Hand lagen. 1944 ernannte Albert Speer, Reichsminister für Rüstungs- und Kriegsproduktion, Lüschen zum Vorsitzenden des „Hauptausschusses Elektrotechnik“ und seiner neu gebildeten „Hauptkommission Elektrotechnik“. Lüschen hatte damit das Weisungsrecht über die gesamte Fertigung und Entwicklung der Elektroindustrie und des elektrotechnischen Gewerbes.
Lüschen starb am 18. Juni 1945 durch Suizid.

## Auszeichnungen
- 1925: Dr. phil. h. c. der Universität Köln
- 1929: Dr.-Ing. E. h. der TH Danzig
- 1933: Gauß-Weber-Medaille der Universität Göttingen
- Träger des Ritterkreuzes des Kriegsverdienstkreuzes (22. Mai 1944)

## Veröffentlichungen
- Messungen an unsymmetr. Fernsprechdoppelleitungen. In: Verhh. d. dt. Physikal. Ges. 13, 1911, S. 1034–1046.
- Über Fernsprech-Unterwasserkabel. In: Archiv f. Elektrotechnik. 1, 1912, S. 315–324.
- Leitungsnachbildungen in d. Fernsprech- u. Telegraphentechnik. In: Wiss. Veröff. d. Siemens-Konzerns. 2, 1922, S. 401–421 (mit K. Küpfmüller).
- Die Ausbildung v. dauernden Sinusschwingungen in e. langen homogenen Kabel, ebd. 3, 1923, S. 109–29 (mit dems.);
- Tonfrequenz-Wechselstromtelegraphie. In: Elektrotechn. Zs. 44, 1923, S. 1–4, 28–31;
- Die Mehrfachausnutzung d. Leitungen. Elektrotechn. Zs. 51, 1930, S. 140-48;
- Über d. Wahl d. Trägerfrequenzen f. d. Tonfrequenztelegraphie. In: Elektr. Nachrichtentechnik. 4, 1927, S. 165–174 (mit K. Küpfmüller).
- Die Entwicklung d. Übertragungstechnik f. d. Nachrichtendienst üb. Leitungen, in: Jb. f. elektr. Fernmeldewesen. 1, 1937, S. 1–44 (mit K. Küpfmüller).
- Reichseinheitl. Planung u. Lenkung v. Erzeugung u. Markt in d. Elektrotechnik. In: Siemens-Mitt. 225, 1943/44, S. 3–5.